# Chrzanowo-Bronisze
Chrzanowo-Bronisze – wieś sołecka w Polsce położona w województwie mazowieckim, w powiecie makowskim, w gminie Karniewo.
W latach 1975–1998 miejscowość administracyjnie należała do województwa ciechanowskiego.